# Stavîdla, Oleksandrivka
Stavîdla (în ucraineană Ставидла) este localitatea de reședință a comunei Stavîdla din raionul Oleksandrivka, regiunea Kirovohrad, Ucraina.

## Demografie
Componența lingvistică a localității Stavîdla
     Ucraineană (97,52%)
     Rusă (1,45%)
     Alte limbi (1,04%)
Conform recensământului din 2001, majoritatea populației localității Stavîdla era vorbitoare de ucraineană (97,52%), existând în minoritate și vorbitori de rusă (1,45%).